# Jim Cristy
Jim Cristy (n. 22 ianuarie 1913, Detroit, Michigan, SUA – d. 7 iunie 1989, Kalamazoo, Michigan, SUA) a fost un înotător ce a reprezentat Statele Unite ale Americii, medaliat olimpic. A participat la 2 ediții ale Jocurilor Olimpice (1932, 1936) în care a câștigat două medalii de bronz.